# Nikolaus Kröpelin
Nikolaus Kröpelin, auch Kropelin (* in Lübeck; † 1413 ebenda) war Ratsherr der Hansestadt Lübeck.

## Leben
Der Kaufmann Nikolaus Kröpelin war Sohn des gleichnamigen Lübecker Bürgers und Ältermannes der Schonenfahrer Nikolaus Kröpelin († 1380). Er wurde 1406 in den Lübecker Rat erwählt. Bei der Vertreibung des Alten Rates im Zuge der bürgerlichen Unruhen 1408 blieb er in der Stadt und schloss sich der Klage der Alten Rates gegen den Neuen Rat auch nicht an. Andererseits weigerte er sich auch an den notwendigen Ergänzungswahlen zum Rat teilzunehmen. Sein Bruder Hinrich Kröpelin wurde 1410 in den Neuen Rat gewählt.
Er war verheiratet mit einer Tochter des Lübecker Ratsherrn Heyno von Hachede und bewohnte das Haus in der Königstraße 37. In Testamenten Lübecker Bürger wird er mehrfach als Urkundszeuge aufgeführt.